# Rudabánya
Rudabánya város Borsod-Abaúj-Zemplén vármegyében, a Kazincbarcikai járásban, Kazincbarcikától 15 kilométerre, a Rudabányai-hegység déli, délnyugati végén. Autóbuszjárat köti össze Kazincbarcikával és Szendrővel, valamint a környező kisebb településekkel.
Nemzetközileg is ismert őslénytani lelőhely, továbbá itt található a Bányászattörténeti Múzeum, valamint a Borsodi Jegyzők Szakmai Egyesületének székhelye.

## Fekvése
Borsod-Abaúj-Zemplén vármegye északnyugati részén a kazincbarcikai járásban, az Aggtelek-Rudabányai-hegység déli részén, a Rudabányai-hegység előterében és területén, az Ormos-patak völgyének északi végében helyezkedik el.
Felszínét a Rudabányai-hegység alacsonyabb, részben erdőkkel fedett dombjai (például Szőlő-hegy) uralják.

## Története
A település – amely már több ezer éve lakott vidéknek számít – közelében már az ókorban bányásztak vasércet és színesfémeket a kelták, akiket a kora középkorban a szlávok követtek. Rudabánya neve is szláv eredetű: a ruda szó jelentése érc, vasérc, vörös vasas föld. A falut is először „Ruda” alakban említi egy 1299-ben kelt oklevél.
A történelmi ókor előtt kiemelten legfontosabb itt bányászott érc a termésréz volt. Ebből árakat, tűket kalapáltak, a árulékos azuritból és malachitból ékszereket készítettek.
A rézkorban (i. e. 3400—1900) a termésréz iránti igény ugrásszerűen megnőtt, mivel a kohászat fejlődése már lehetővé tette a fém megolvasztását és formába öntését, a nehezebb réztárgyak előállítását. A Rudabányai-hegység nyugati oldalán, a Telekes-völgyi Csengőkút-zsombolyban a rézfeldolgozás viszonylag korai szakaszában, az i.e. 3. és 2. évezred fordulóján használt lapos rézbalta, nyéllyukas fejsze és rézcsákány került elő.
A 14. században jelentősen fejlődött, és a század végére a hét felső-magyarországi bányaváros egyikévé vált (ebben az időben rezet és ezüstöt bányásztak). Ez az időszak volt a település fénykora, aminek eredményeként polgárai a század közepén hatalmas, katedrális méretű (33 méter hosszú) templomot emeltek kora gótikus stílusban. Az 1500-as években gyorsan leépült, az 1550-es években már csak jobbágyfalu volt.
1564-től egyre gyakrabban portyáztak erre a törökök, akik 1555-ben és 1576-ban is feldúlták és felégették a várost. A lakosság nagy része elmenekült, a megmaradtak református hitre tértek. Az 1660-as évek közepén mindössze 92 lakosa volt, és ez 1699-re tovább csökkent: ekkor csupán egy ekés jobbágy és tíz zsellér lakta.
A Rákóczi-szabadságharc idején rövid ideig ismét rezet bányásztak, de a szabadságharc leverése után abbahagyták.
A bányászat és ezzel Rudabánya a 19. század végén, a nagyüzemi módszerek bevezetésével fejlődött fel újra. Ehhez – mivel eddigre a lakók fő megélhetése a mezőgazdaság lett – a Felvidékről, elsősorban a Szepességből és Dobsináról telepítettek be tapasztalt bányászokat. A századfordulón itt üzemelt Európa egyik legkorszerűbb bányaüzeme.
Az első világháborúban sok rudabányait hívtak be katonának, akik közül 107-en haltak hősi halált a harctereken. A települést a második világháború alatt, 1944. március 25-étől egészen december 14-ig a német csapatok tartották megszállás alatt. Mivel a térségben nem voltak komolyabb harcok, a környék súlyosabb károk nélkül megúszta a háborút (a németek csupán néhány vasúti hidat robbantottak fel).
A háború után, a kommunista időszakban ugrásszerű fejlődésnek indult a bányászat (vasércdúsító üzemet építettek, valamint fejlesztették az infrastruktúrát), és vele nőtt a falu is. 1965-ben öt halálos áldozattal járó szerencsétlenség következett be a bányában. A vasércbányászatot és -dúsítást annak gazdaságtalanná válása miatt végül 1985. december 31-én szüntették be, és ezután sokan elköltöztek a településről.
2008. július 1-jén várossá nyilvánították, majd szeptember 6-án Gyenesei István akkori önkormányzati miniszter átadta Szobota Lajos polgármesternek a város kulcsát.

## Népessége

### Népcsoportjai
2022-ben a lakosság 91,2%-a vallotta magát magyarnak, 8,6% cigánynak, 1,4% németnek, 0,4% szlováknak, 0,1% bolgárnak, 1,5% egyéb, nem hazai nemzetiségűnek (8,7% nem nyilatkozott; a kettős identitások miatt a végösszeg nagyobb lehet 100%-nál).
2006 óta a helyi németeknek saját kisebbségi önkormányzata van. A helyi német származású emberek többségében a 19. századtól a Felvidékről bevándorolt német bányászcsaládok leszármazottai. 2019-től roma nemzetiségi önkormányzat is működik a városban.

### Vallások, templomok
A településen egy református, egy római katolikus és egy evangélikus templom áll. A vallásos lakosok nagy része a római katolikus felekezethez tartozik, de jelentős még a református vallású emberek száma is. A korábban jelentős számú – elsősorban a Felvidékről származó bányászok alkotta – evangélikus közösség napjainkra szinte teljesen megszűnt a településen.
2022-ben vallásuk szerint 37,4% volt római katolikus, 14% református, 1,6% görög katolikus, 1,4% egyéb keresztény, 0,5% evangélikus, 14,2% felekezeten kívüli (29% nem válaszolt).

#### A református templom[20]

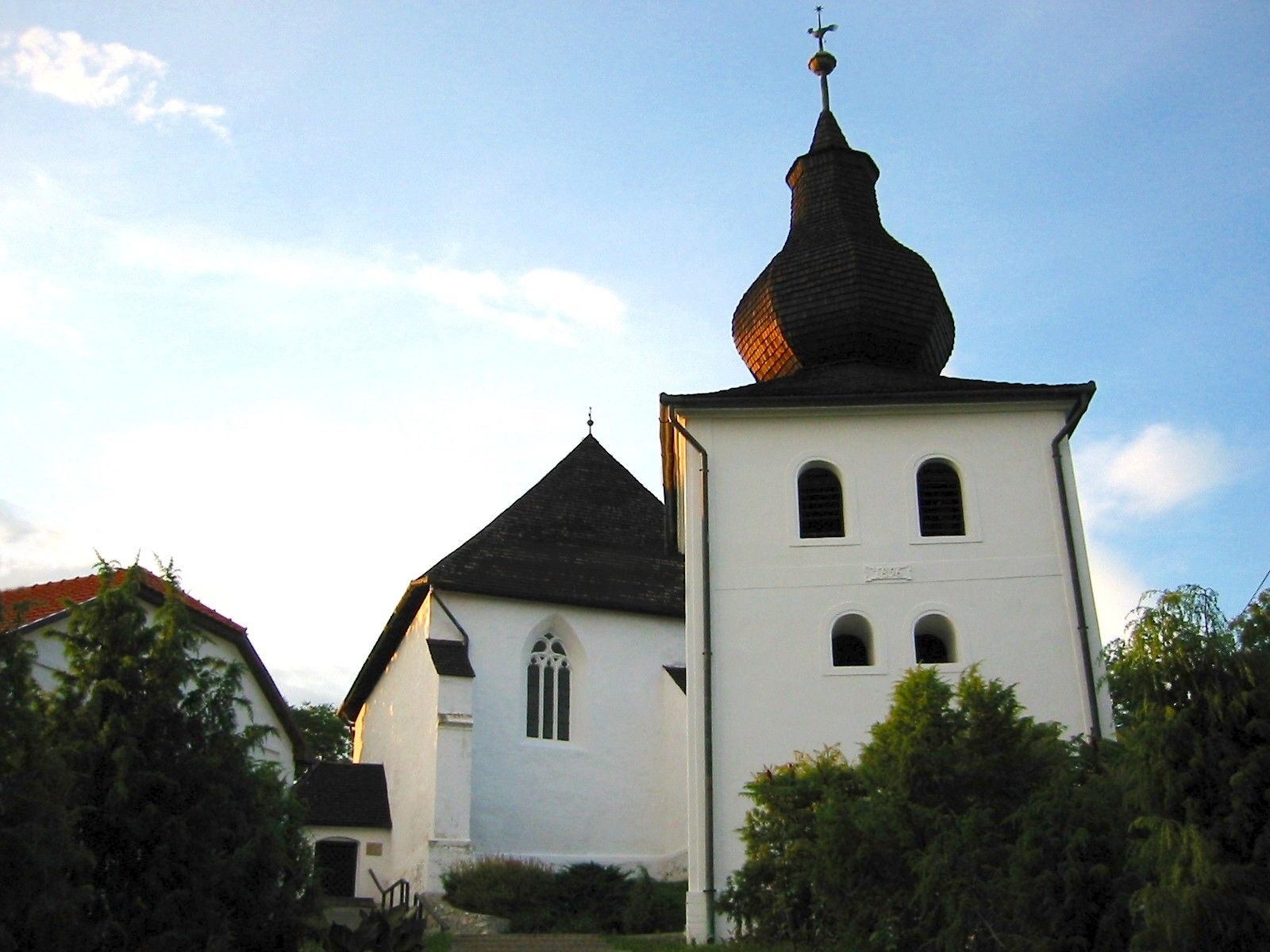
Rudabánya ref. templom

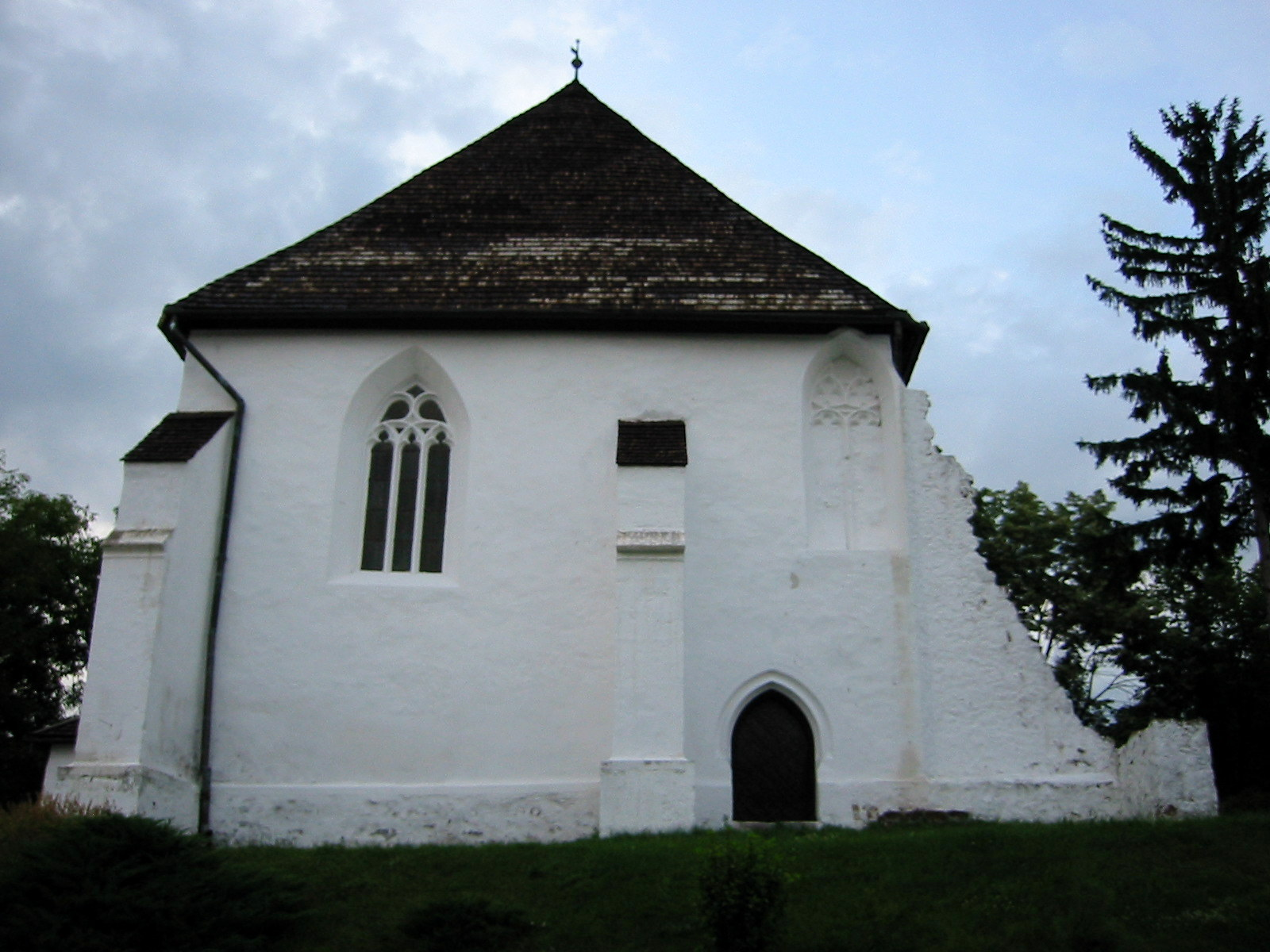
Rudabánya ref. templom

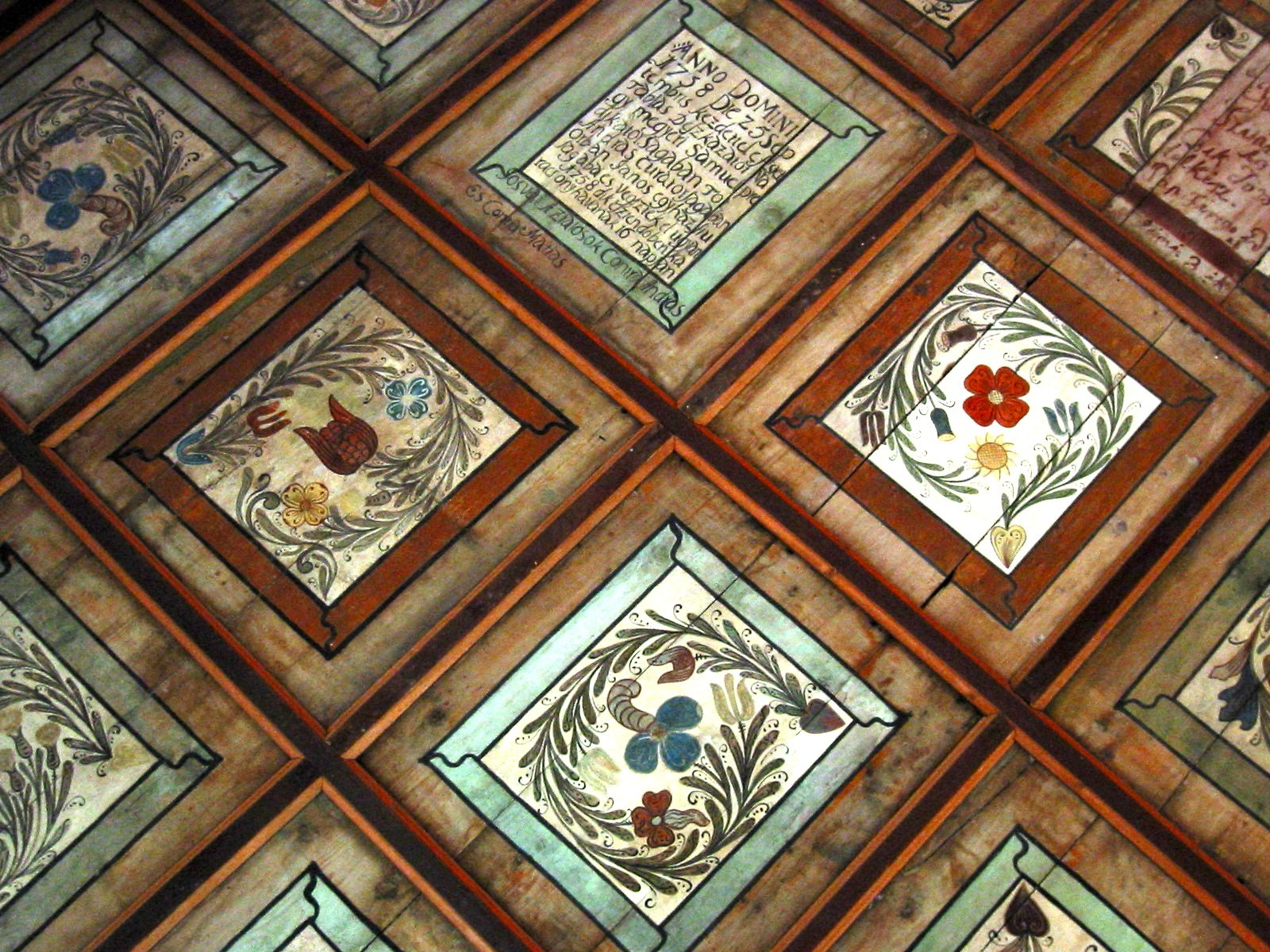
A templom kazettás mennyezete

A református templom épületét Rudabánya középkori virágzása idején, az 1350-es években katedrális méretekben (33 méter hosszú volt), kora gótikus stílusban emelték. A 15. században késő gótikus stílusban átépítették. A templom később a törökök támadásai miatt elpusztult. A 16. század végén a reformátusok vették birtokukba a templomot, amelynek csak az épebben maradt nyugati harmadát állították helyre (1664 és 1666 között).
A templom belsejét 120 táblából álló, festett famennyezet borítja, s 1758-ban készítették jolsvai festőasztalosok.
A templomban két, vörösmárványból készült síremlék található: Perényi István (Zsigmond király asztalnokmestere) 1437-ben készült síremléke, illetve Saurer Erhard bányaprovizor 1576-ban elkészült síremléke.

#### A római katolikus és evangélikus templom
Rudabánya lakossága egészen a 19. század végéig döntően református vallású emberekből állt. Ekkor azonban a nagyüzemi bányászat beindulását követő betelepülések átrendezték a település vallási összetételét: nagy számban érkeztek római katolikus és evangélikus vallású emberek.
Először a római katolikus felekezet temploma készült el 1912-ben. A templomban található festményeket Takács István (1901–1985) mezőkövesdi festőművész készítette.
Az evangélikus templom építése 1932–1934 között zajlott (a rudabányai evangélikus közösség magját a felvidéki - elsősorban dobsinai - származású németek alkották). Az épület tervezője Lux Kálmán volt.

## Nevezetességei

### Rudapithecus
Nemzetközi hírnevét a 12 millió éves emberszabású majom, a Rudapithecus (korábban Dryopithecus brancoi) maradványainak köszönheti. Az őslénytani nevezetességet és egykori környezetét a Majomsziget mutatja be.

### A bányászat emlékei
Az érctelep felszínközeli, úgynevezett mállási zónájában különleges ásványok–ásványtársulások alakultak ki. A ritkaságok többségét a bányászok eladták az ásványgyűjtőknek, a helyi múzeumban csak néhányat sikerült megőrizni (például azurit-malachitot és termésrezet).
- Az országos gyűjtőkörű[10] bányászati múzeumot 2006-ban átépítették,[27] azóta egész Borsod-Abaúj-Zemplén vármegye bányászatának történetét bemutatja. Részei:
  - Bányászattörténeti gyűjtemény
  - Ásvány- és őslénygyűjtemény
  - Föld alatti bemutatóhely

- A volt külszíni vasércbánya helyén 1985 után keletkezett bányató az ország legmélyebb állóvize. A tó hossza körülbelül 300 méter, legnagyobb szélessége 80 méter.[28][29]

### Templomai
- A református templom eredetileg gótikus stílusban épült;[30] 14. századi vasajtaját a miskolci Herman Ottó Múzeumban őrzik.

### Köztéri szobrai[31]
- Bányász hősi emlékműÜlő leány. Gáti Gábor alkotása
- Bányász-dombormű

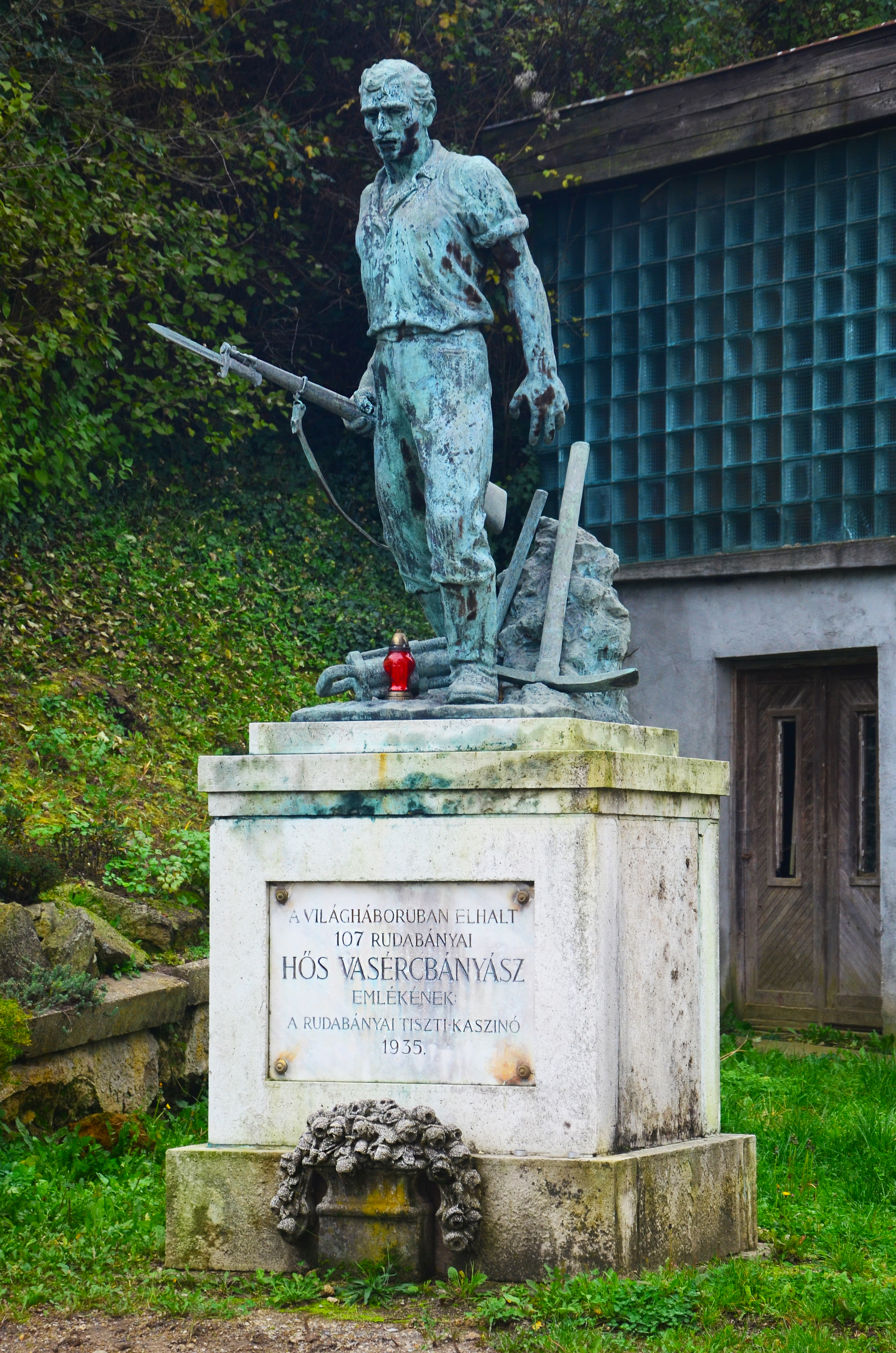
Bányász hősi emlékmű

- Bányász hősi emlékmű. Bóna Kovács Károly alkotása
- Gvadányi József mellszobra. Pásztor János alkotása
- Mikoviny Sámuel emlékműve
- Kossuth Lajos mellszobra. Horvay János alkotása
- Turul-szobor
- Bányamunka áldozatainak emlékoszlopa. Novák Géza alkotása
- 1848-as emlékmű. Kolosai Zoltán és Szögedi János tervei alapján

## Gazdasági élete
1985-ig itt működött Magyarország egyetlen vasércbányája a kapcsolódó üzemekkel (ércdúsító), mely fénykorában több ezer embernek adott munkát. Az alsótelekesi bánya bezárásáig Rudabányán dolgozták fel az ott kitermelt gipszet.
A bányászathoz kapcsolódó ipari létesítmények többségét a bánya bezárása után felszámolták, elbontották.
A gipszfeldolgozó üzemet (mely az egykori vasércdúsító mű helyén található) leszámítva a településen nem található komolyabb ipari létesítmény. Napjainkban a lakosok többsége a környező nagyobb településeken (elsősorban Kazincbarcikán), illetve a település által fenntartott intézményeknél (általános iskola, óvoda) és vállalatoknál (városüzemeltetési vállalat) dolgozik.

## Politika, közélet
Rudabánya 2013. április 1-től közös önkormányzati hivatalt tart fenn Izsófalvával és Alsótelekessel, Rudabányai Közös Önkormányzati Hivatal néven.
Rudabánya polgármestere 2019 októbere óta Novák Péter (Fidesz-KDNP). 1990 és 2002 között a tisztséget Szögedi József (akit 2004-ben Rudabánya díszpolgárává választottak), 2002 és 2019 között pedig Szobota Lajos töltötte be.

### Polgármesterei
| Név            | Jelölő szervezet | Terminus                              | Megjegyzés / Források             |
| -------------- | ---------------- | ------------------------------------- | --------------------------------- |
| Szögedi József | független        | 1990. október 15. – 2002. október 21. | Az 1990-es választási eredmények: |
| Szögedi József | független        | 1990. október 15. – 2002. október 21. | Az 1994-es választási eredmények: |
| Szögedi József | független        | 1990. október 15. – 2002. október 21. | Az 1998-as választási eredmények: |
| Szobota Lajos  | független        | 2002. október 21. – 2019. október 14. | A 2002-es választási eredmények:  |
| Szobota Lajos  | független        | 2002. október 21. – 2019. október 14. | A 2006-os választási eredmények:  |
| Szobota Lajos  | független        | 2002. október 21. – 2019. október 14. | A 2010-es választási eredmények:  |
| Szobota Lajos  | független        | 2002. október 21. – 2019. október 14. | A 2014-es választási eredmények:  |
| Novák Péter    | Fidesz-KDNP      | 2019. október 14. –                   | A 2019-es választási eredmények:  |
| Novák Péter    | Fidesz-KDNP      | 2019. október 14. –                   | A 2024-es választási eredmények:  |

### Képviselő-testülete
Rudabánya képviselő-testülete a 2010-es önkormányzati választás óta hét tagú. A testület összetétele a 2019-es önkormányzati választás után az alábbiak szerint alakult:
| Név            | Pozíció      | Párt        |
| -------------- | ------------ | ----------- |
| Novák Péter    | polgármester | Fidesz KDNP |
| Budai Sándor   | képviselő    | független   |
| Hadobás Sándor | képviselő    | független   |
| Molnár József  | képviselő    | független   |
| Papp Andrea    | képviselő    | független   |
| Tóth Gábor     | képviselő    | független   |
| Veres Lajos    | képviselő    | független   |

### Díszpolgárai
Rudabánya díszpolgári címét 1998-ban hozták létre annak érdekében, hogy elismerjék a településért kiemelkedő tevékenységet folytató emberek munkáját.
Rudabánya díszpolgárai:
| Név               | Kitüntetés éve | Megjegyzés |
| ----------------- | -------------- | --- |
| Vincze István     | 1998           | Élt 1917-2001. Rudabánya oktatásügyének kiemelkedő szereplője, a rudabányai református egyház iskola tanítója 1940-től. |
| Baffi János       | 2000           | |
| Nagy Sándorné     | 2006           | |
| Hernyák Gábor     | 2002           | Az egykori vasércbánya főgeológusa, aki jelentős szerepet játszott a helyi őslénytani lelőhely feltárásában.            |
| Veres Imre        | 2002           | |
| Szögedi József    | 2004           | Rudabánya polgármestere 1990 és 2002 között.                                                                            |
| Cziczlavicz Lajos | 2006           | |
| Hadobás Sándor    | 2006           | A helyi múzeum korábbi és a művelődési ház jelenlegi igazgatója.                                                        |
| Mangasi Sihombing | 2010           | Indonézia korábbi budapesti nagykövete.                                                                                 |
| Novák Géza        | 2012           | Szobrászművész. |
| Harmatha Tibor    | 2015           | Rudabánya testvérvárosa, Dobsina német közösségének vezetője.                                                           |

## Közlekedése

### Közúti közlekedése
Rudabánya közúton négy irányból (a 2609. számú úton Felsőtelekes és Ormosbánya, a 2608. számú úton Felsőkelecsény, a 2611. számú úton pedig Szuhogy) felől közelíthető meg. Ormosbánya felé a 26-os főúthoz (Kazincbarcika irányába), Szuhogy felé pedig a 27-es főúthoz (Szendrő irányába) van összeköttetése.

#### Közúti tömegközlekedése
Rudabánya autóbusszal közelíthető meg. Rendszeres autóbuszjárat (a Volánbusz menetrend szerinti járatai) köti össze Kazincbarcikával, Szendrővel, de indul innen autóbusz Kánóra, Szőlősardóra, Perkupára, Jósvafőre és Miskolcra is.

### Vasúti közlekedése

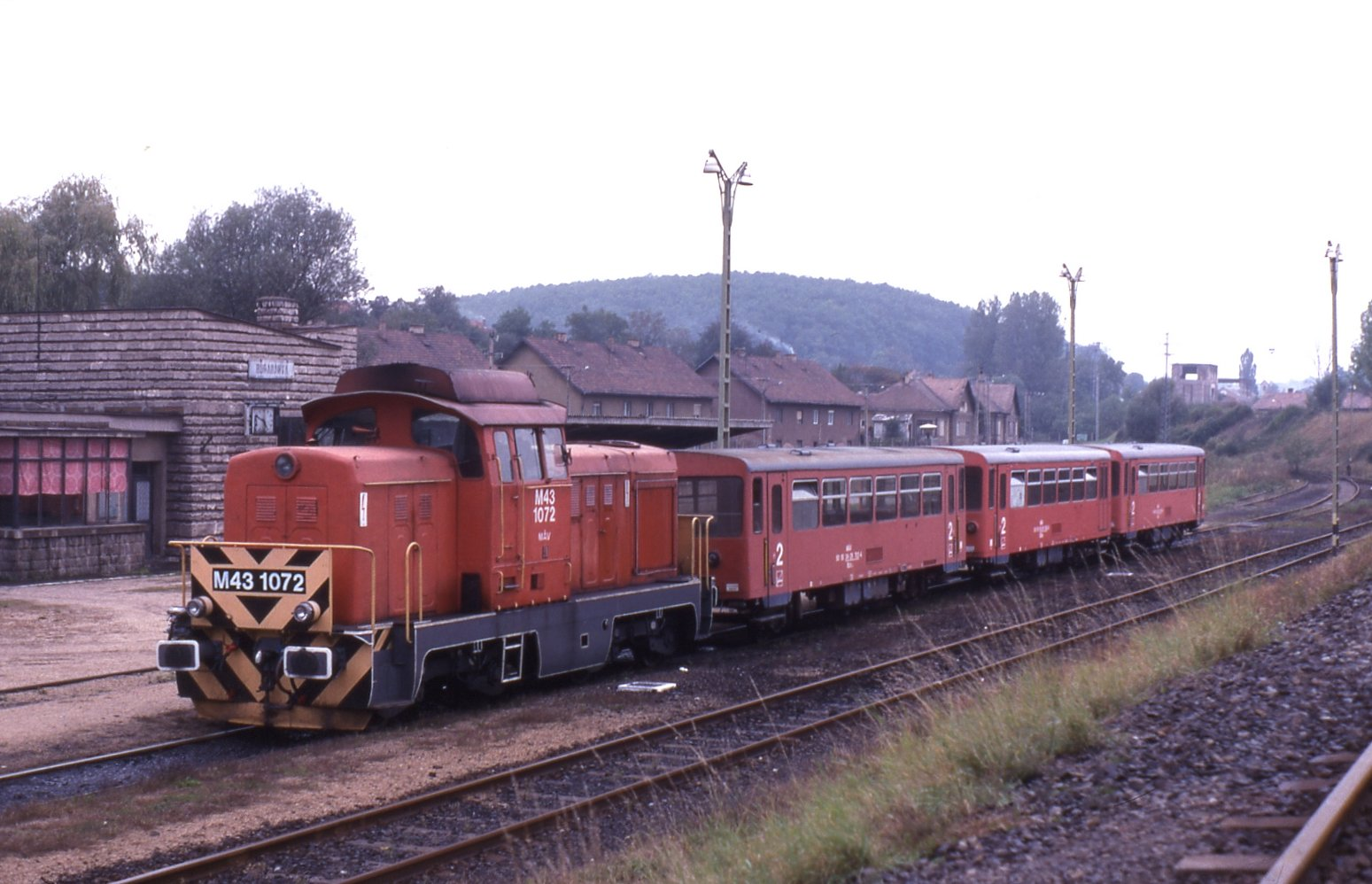
A rudabányai vasútállomás 1996. szeptember 21-én. A képen egy Dacia mozdony által vontatott személyszállító szerelvény látható.

A vasércbányászat fejlődésével párhuzamosan már a 19. század második felében felmerült egy vasútvonal kiépítése Rudabányára. Az építkezést végül 1880-ban kezdték, 1881 augusztusában pedig már megindult a forgalom a vonalon.
A kezdetben még 1000 mm nyomtávú vonalat 1925-ig fokozatosan normál nyomtávú vonallá építették át. 1956-ban megépítették a vasércbánya 500 mm nyomtávú, villamosított vasútját is. 1959 és 1962 között felújították a vasútvonal létesítményeit, valamint Rudabányán kialakításra került egy új vasútállomás.
A vasércbánya bezárását követően folyamatosan csökkent a vasút jelentősége. A bányavasutat felszámolták, a normál vasúton pedig néhány személy- és tehervonatra korlátozódott a napi forgalom. Végül a személyszállítást 2007-ben megszüntették, a teherforgalom pedig szintén szünetel a vonalon.

## Oktatás, kultúra
- Rudabányán egy általános iskola és óvoda van (Gvadányi József Általános Iskola és Óvoda), amelyet a város a környező kisebb településekkel (Felsőtelekes, Alsótelekes, Kánó) közösen tartott fenn. 2013. január 1-től az iskola a Klebelsberg Intézményfenntartó Központ irányítása alá tartozik, míg a Bóbita Óvodát a helyi önkormányzat tartja fenn.[49][50]
- A településen működik egy művelődési ház és könyvtár is (Gvadányi József Művelődési Ház és Könyvtár).[51]
- A városban minden évben megrendezik a városnapi ünnepséget (testvérvárosok találkozójával és ásványgyűjtő fesztivállal).[52]

## Híres emberek

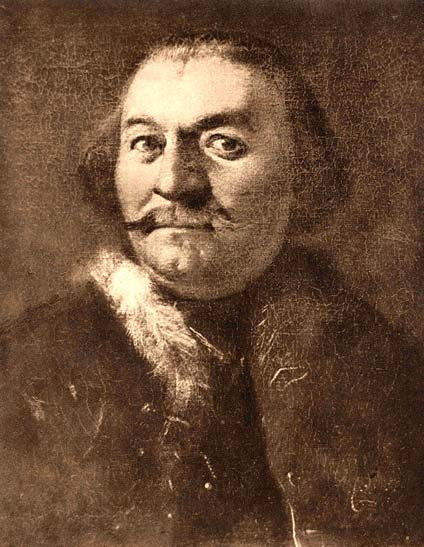
Gvadányi József

- Itt született 1725. október 16-án Gvadányi József gróf, generális, író. A településen utcát, az általános iskolát és művelődési házat nevezték el róla. Szobra a református templom előtti téren (Szabadság-tér) áll.[53]

- Dr. Görgő Tibor (1892–1978), a vasércbánya, majd később a település orvosa, költő, dalszerző. Legismertebb műve az 1934-ben publikált Zúg az erdő... című, melyhez zenét is komponált.[54]

- Veres Lajos (1924–2011) Rudabányán született 1924. augusztus 11-én. Belsőépítész, formatervező. Kitüntetései: Munkácsy Mihály-díj (1973), Nívódíjak (1979, 1980, 1984, 1986, 1987), érdemes művész (1990)

- Viktor Gyula (1933–2007) könyvtáros, művelődésszervező, költő-író, honismereti kutató, valamint ismert türelemüveg-készítő.[55]

- Hernyák Gábor (1928–2013) geológus, aki 1955-ben érkezett Rudabányára,[56] s lett a vasércbánya főgeológusa; 1965-ben ő találta meg a vasércbánya területén a Rudapithecus hungaricus első maradványait. Róla kapta nevét a szintén Rudabányán megtalált Anapithecus hernyaki.[57]

## Sportélete
A településen hét salakos teniszpálya található, amelyekhez öltözőépület és klubház is tartozik. A férfi felnőtt teniszcsapat (Bányász SE) az országos bajnokság III. osztályában szerepel.
Van egy szintén salakos labdarúgó-pályája is. A futballcsapat (Rudabányai Bányász Labdarúgó Club) a 2011-2012-es idénytől ismét a megyei II. osztályban szerepel.
A településen ezen kívül működik egy testépítő klub, valamint egy kulturális és sportegyesület is, ahol karate-oktatás folyik (Ruda-kai).
A rudabányai uszoda 1989-ben nyílt meg, azonban anyagi okok miatt a kilencvenes években bezárták. Épülete ma is üresen áll.

## Testvértelepülések
- Dobsina, Szlovákia (2011)[62]
- Borszék, Románia (2012)[63]
- Badaló, Ukrajna (2017)[64]

## Képgaléria

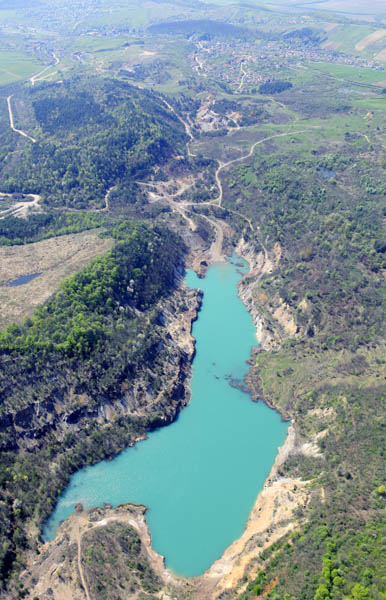
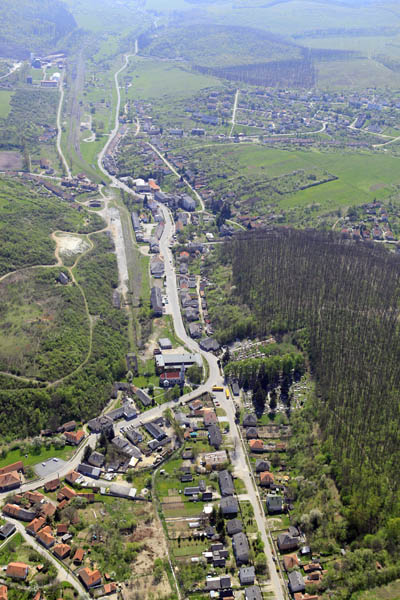
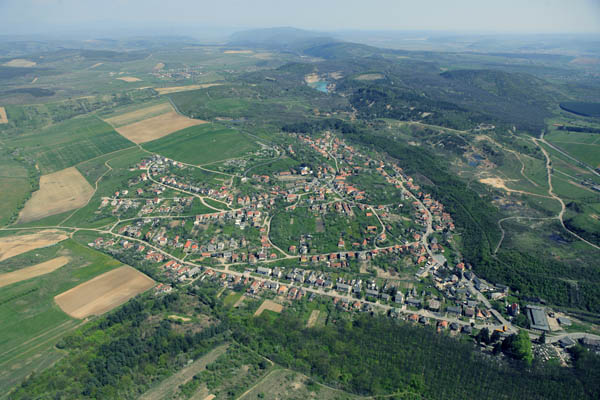
Légi felvételek a településről és környékéről
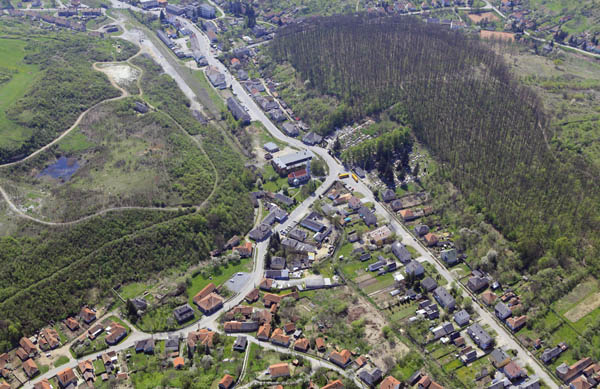
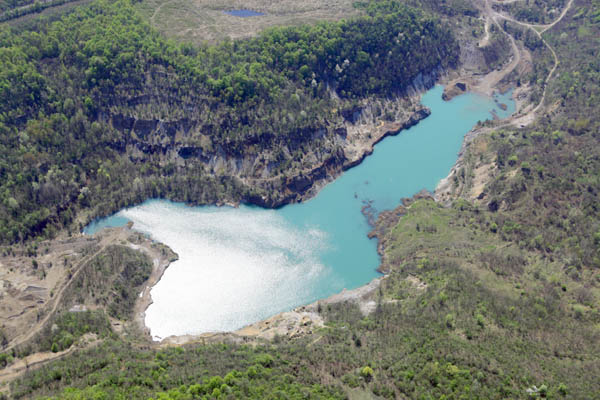
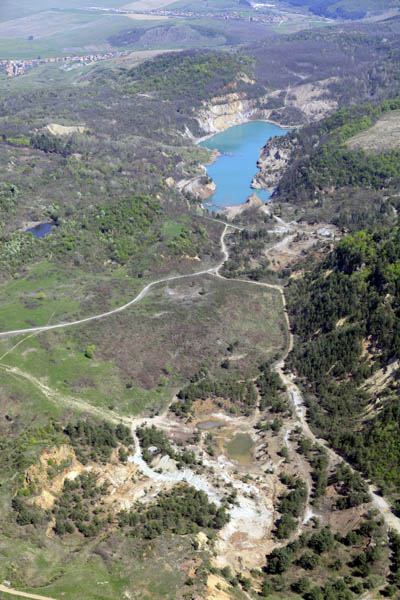
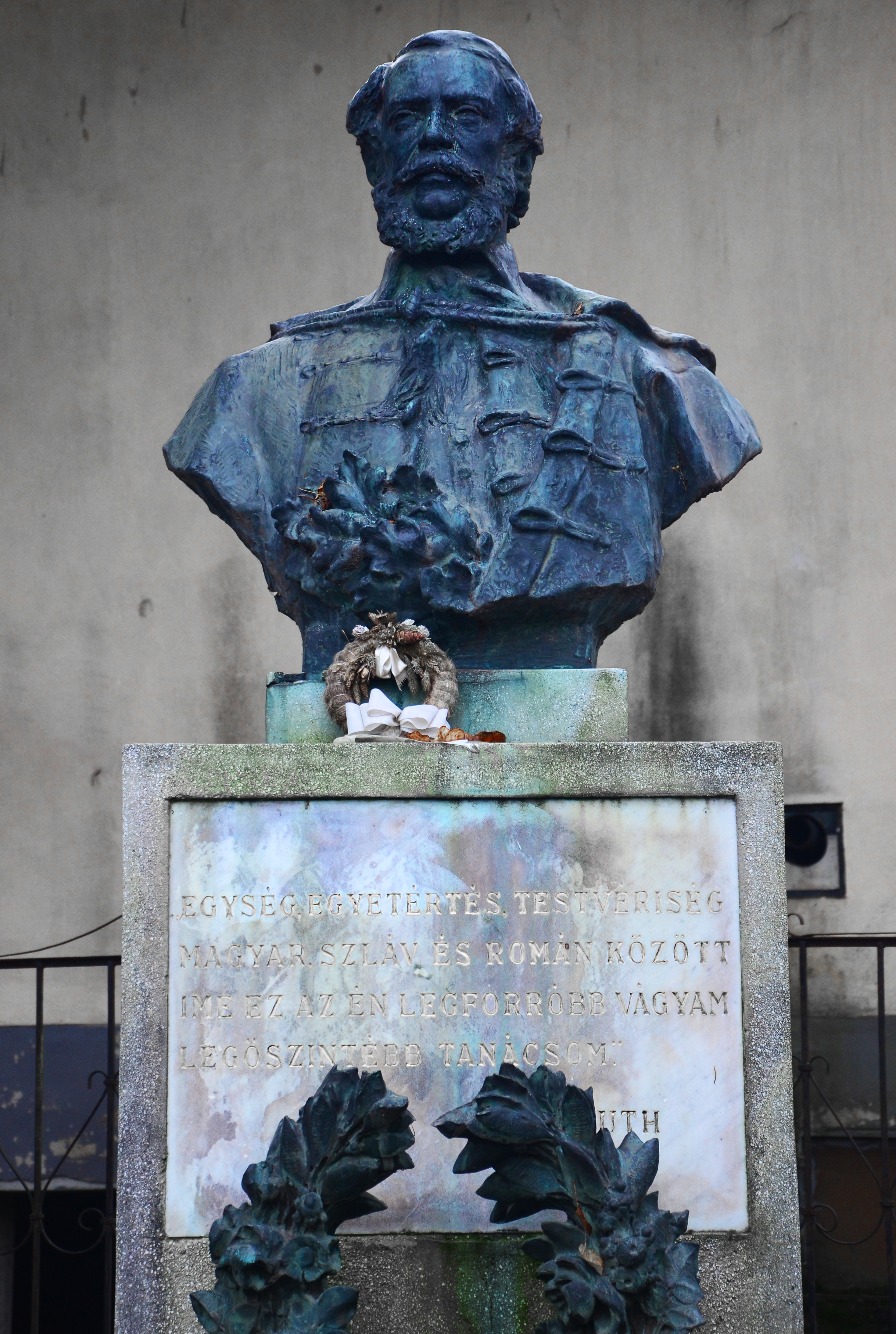
Kossuth Lajos szobra, Rudabánya

### Internet
- Rudabánya az utazom.com honlapján (magyarul)
- A Torontói Egyetem Rudabányával foglalkozó oldala (angolul)